# Pentolite
Pentolite (auch Pentolit) ist ein Sprengstoff. Er besteht aus einem Gemisch von Trinitrotoluol (TNT) und Nitropenta (PETN). Der Sprengstoff wurde für Hohlladungen genutzt, aber die chemische Stabilität ist nicht so gut wie bei Gemischen von TNT und Hexogen. Das Gemisch 50 % TNT und 50 % PETN (50/50 Pentolite) hat eine Dichte von 1,65 g·cm−3 und eine Detonationsgeschwindigkeit von 7400 m/s.
Es werden auch andere Mischungsverhältnisse z. B. 90/10 verwendet.